# Louisa Necib
Louisa Necib, née le 23 janvier 1987 à Marseille (Bouches-du-Rhône), est une footballeuse internationale française évoluant au poste de milieu de terrain.
Elle a terminé sa carrière sportive au club de l'Olympique lyonnais et a joué ses derniers matchs avec l'équipe de France lors des Jeux olympiques de 2016.

## Biographie
« C'est dans le 14e arrondissement de Marseille que j'ai fait mes premiers pas dans le football, confie Louisa, jouant avec des garçons à l'âge de 9-10 ans ; c'est là que j'ai pu acquérir l'essentiel de mon bagage technique. Cela s'est passé peu avant la Coupe du monde, où Zidane est alors devenu ma première idole. »

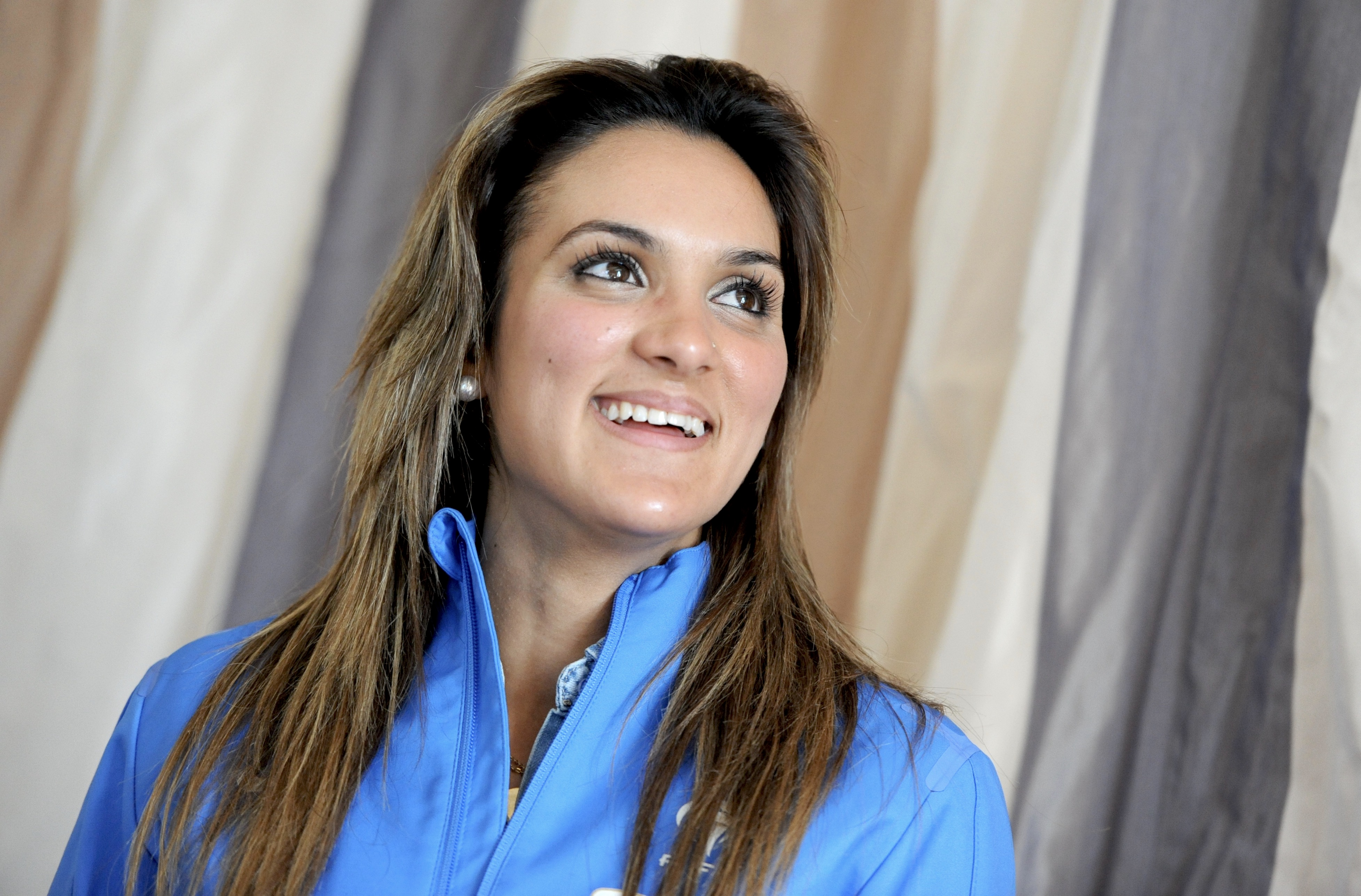
Louisa Necib, le 26 mars 2012 à Paris.

Surnommée « Titou » ou « Ziza » en référence à son poste, à son aisance technique hors pair et à ses origines algériennes communes avec Zinédine Zidane (lui-même surnommé Zizou), elle remporte de nombreux titres de meilleure joueuse de football. Son premier titre en Ligue des champions et son parcours hors norme lors du Mondial 2011.
Elle suit des études en sciences et techniques des activités physiques et sportives à l'université Claude-Bernard Lyon 1.

### En club

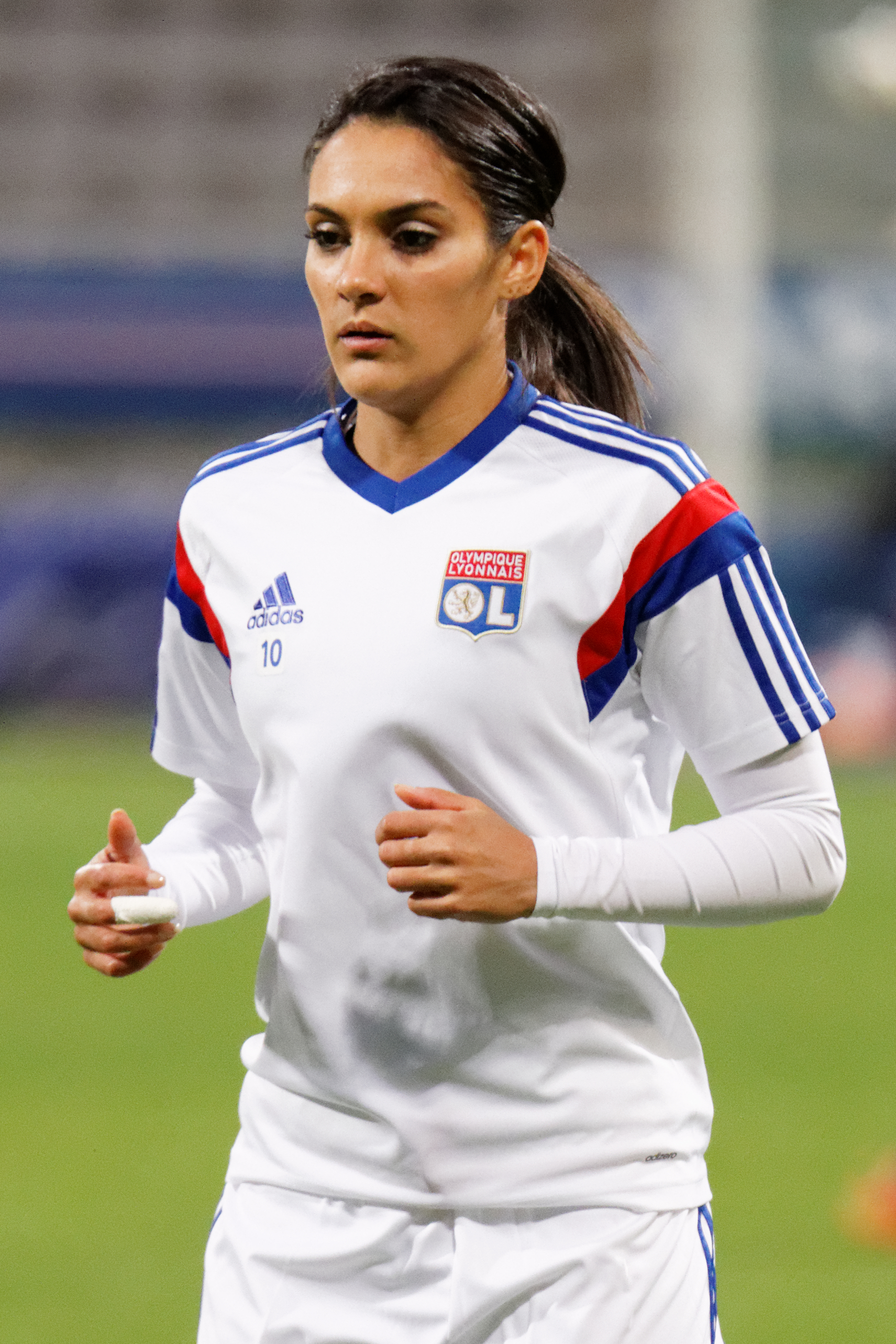
Avec l'Olympique lyonnais en 2014.

Après avoir été formée au Centre national de formation et d'entraînement de Clairefontaine, elle s'engage au Montpellier HSC en 2006 avant de rejoindre un an plus tard l'Olympique lyonnais avec lequel elle dispute à deux reprises d'affilée les demi-finales de la Ligue des champions (2008 et 2009) et remporte deux titres de championne de France.
Lors de la saison 2009-2010, elle s'incline avec l'OL en finale de la Ligue des champions contre les Allemandes de Potsdam (0-0 a.p, 7-6 aux t.a.b). L'année suivante, Lyon prend sa revanche sur les Allemandes en s'imposant 2-0 en finale.
Elle remporte avec Lyon en 2012 sa seconde Ligue des champions féminine d'affilée en s'imposant sur le score de 2 buts à 0 face à l'équipe féminine de Francfort devant un public composé de plus de 50 000 spectateurs. Elle est finaliste l'année suivante en s'inclinant devant le VSK Wolfsburg. En cette année, avec son club, elle fait le triplé historique Championnat de France, Coupe de France, Ligue des champions féminine.
Le 16 juillet 2012, elle prolonge son contrat avec l'Olympique Lyonnais jusqu'en 2016. Elle raccroche ainsi les crampons à l'issue des JO 2016.

### En sélection

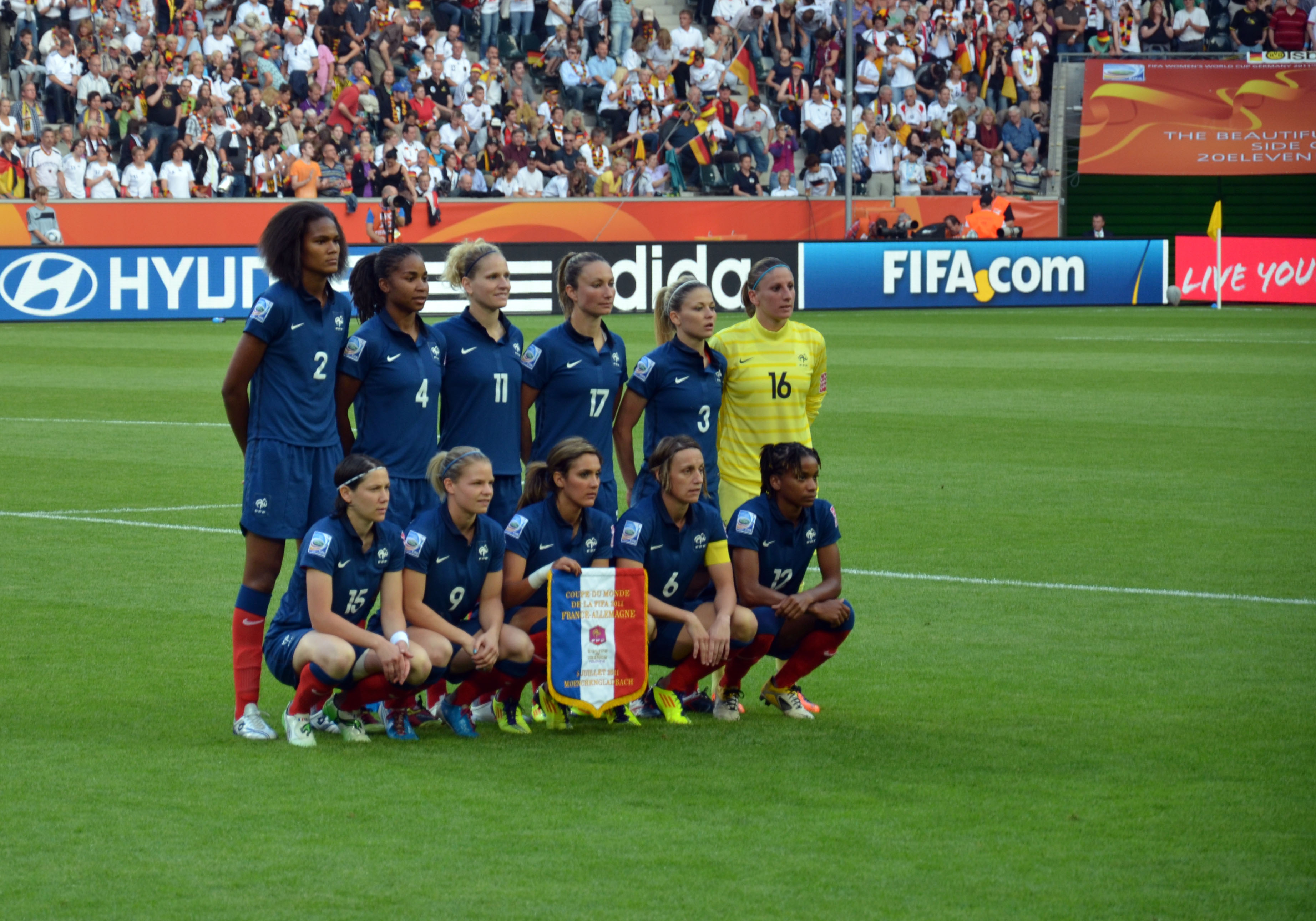
Necib, accroupie au milieu, en équipe de France avant le match contre l'Allemagne à la Coupe du monde 2011.

Elle joue en équipe de France. Elle prend notamment part en sélection au Championnat d'Europe 2005 (sa première sélection date du 19 février 2005 contre la Norvège et une victoire 2 à 0) et 2009 ainsi qu'à la Coupe du monde des moins de 20 ans en 2006. 

#### Euro 2009
Sélectionnée dans la liste des 22 joueuses participant au tournoi par le sélectionneur Bruno Bini, elle tient une place de titulaire dans le onze de départ. Lors du premier match contre l'Équipe d'Islande, la France s'impose 3-1, où le dernier des trois buts est inscrit par Nécib d'une frappe des vingt mètres, elle est alors élue joueuse du match. Au second match contre l'Allemagne, elle ne peut rien avec ses coéquipières contre les Allemandes, et la France est défaite sur le score sévère de 4-1.

#### Coupe du monde 2011
Elle est sélectionnée par Bruno Bini pour participer à la Coupe du monde en Allemagne. Elle prend part aux six matches de l'équipe de France qui se classe quatrième de la compétition. Lors de la victoire de la France contre le Nigeria, au premier tour, elle est élue joueuse du match. Elle devient la première joueuse de football féminin à l'honneur sur timbre-poste. Ses bonnes prestations lui valent d'être retenue dans la liste de 12 joueuses établie par la Fifa pour l'élection de la meilleure joueuse du Mondial.

#### Euro 2013
Louisa Necib est au sommet de son art, à 26 ans, après avoir participé aux Jeux Olympiques à Londres en 2012, elle fait partie des cadres de l'équipe tricolore. Lors de sa 100e cape en bleu, elle marque son 21e but en sélection et est élue joueuse du match. L'équipe de France s'incline ensuite en quart de finale contre le Danemark à l'issue des tirs au but. Elle marque l'unique but français dans le temps réglementaire, sur penalty.

#### Coupe du monde 2015
En avril 2015, elle est sélectionnée par Philippe Bergeroo pour participer à la Coupe du monde de football féminin 2015. Elle participe ainsi à tous les matches excepté celui face au Mexique. Elle marque, à la 64e minute de jeu, l'unique but de l'équipe de France lors du quart de finale perdu aux tirs au but contre l'Allemagne.

#### Jeux olympiques 2016
En août 2016, elle participe aux Jeux olympiques, où les Bleues s'inclinent en quarts-de-finale, ce qui constitue sa dernière compétition avant sa retraite sportive. En marquant 2 buts en 4 matchs, elle porte son total à 38 buts en 148 matchs joués durant sa carrière.

### Reconversion
En 2017, elle devient consultante pour France Télévisions. Elle commente le championnat d'Europe de football féminin 2017 du 16 juillet au 6 août.
En 2019, elle rejoint le groupe TF1 pour la Coupe du monde féminine 2019 du 7 juin au 7 juillet en France. Elle participe au Mag de la coupe du Monde présenté par Denis Brogniart. Elle assure un rôle de consultante pour beIN Sports France lors de la Coupe du monde masculine de football 2022 au Qatar.
Elle commente avec Fabien Lévêque et Lucile Guillotin des rencontres de la Coupe du monde féminine de football 2023, diffusée sur France TV, et notamment l'ensemble des matchs de l'équipe de France.
Depuis mars 2024, elle intervient régulièrement dans l'émission Rothen s'enflamme animée par Jérôme Rothen, sur RMC.

### Vie privée
En juin 2016, elle se marie avec le footballeur international algérien Liassine Cadamuro,.

## Statistiques personnelles

### Statistiques en club

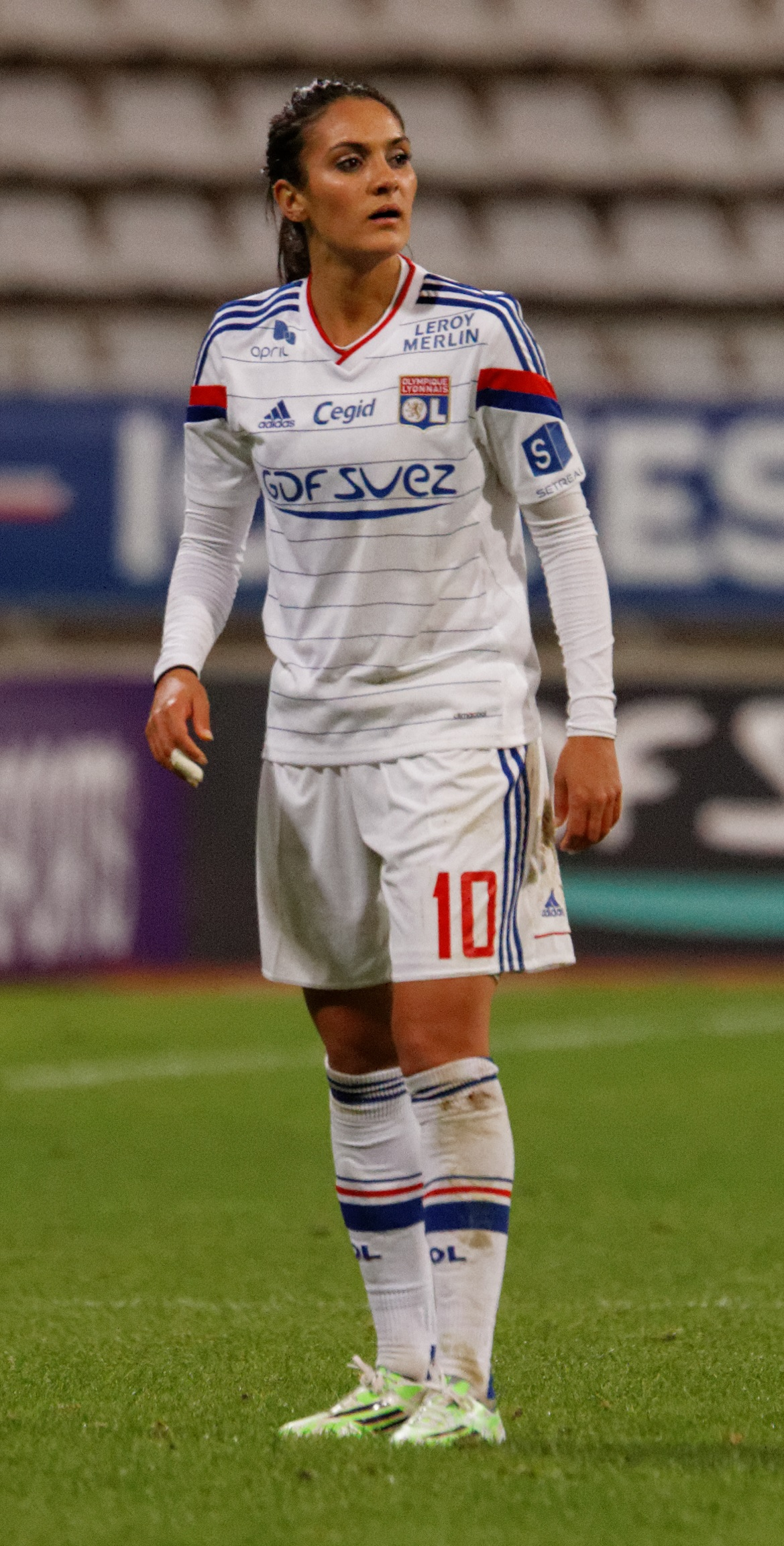
Louisa Necib en 2014.

Le tableau suivant présente, pour chaque saison, le nombre de matchs joués et de buts marqués en club par Louisa Necib.
| Saison                | Club                  | Championnat           | Championnat | Championnat | Coupe(s) nationale(s) | Coupe(s) nationale(s) | Compétition(s) continentale(s) | Compétition(s) continentale(s) | Compétition(s) continentale(s) | Mobcast Cup | Mobcast Cup | Total | Total |
| Saison                | Club                  | Division              | M.          | B.          | M.                    | B.                    | Comp.                          | M.                             | B.                             | M.          | B.          | M.    | B.    |
| 2004-2005             | CNFE Clairefontaine   | Division 1            | 20          | 6           | -                     | -                     | -                              | -                              | -                              | -           | -           | 20    | 6     |
| 2005-2006             | CNFE Clairefontaine   | Division 1            | 18          | 3           | -                     | -                     | -                              | -                              | -                              | -           | -           | 18    | 3     |
| Sous-total            | Sous-total            | Sous-total            | 38          | 9           | -                     | -                     | -                              | -                              | -                              | -           | -           | 38    | 9     |
| 2006-2007             | Montpellier HSC       | Division 1            | 20          | 11          | 5                     | 5                     | -                              | -                              | -                              | -           | -           | 25    | 16    |
| Sous-total            | Sous-total            | Sous-total            | 20          | 11          | 5                     | 5                     | -                              | -                              | -                              | -           | -           | 25    | 16    |
| 2007-2008             | Olympique lyonnais    | Division 1            | 21          | 8           | 5                     | 3                     | C1                             | 10                             | 6                              | -           | -           | 36    | 17    |
| 2008-2009             | Olympique lyonnais    | Division 1            | 19          | 10          | 2                     | 1                     | C1                             | 7                              | 3                              | -           | -           | 28    | 14    |
| 2009-2010             | Olympique lyonnais    | Division 1            | 15          | 7           | 3                     | 0                     | C1                             | 8                              | 4                              | -           | -           | 26    | 11    |
| 2010-2011             | Olympique lyonnais    | Division 1            | 21          | 14          | 3                     | 2                     | C1                             | 9                              | 1                              | -           | -           | 33    | 17    |
| 2011-2012             | Olympique lyonnais    | Division 1            | 21          | 9           | 6                     | 1                     | C1                             | 8                              | 2                              | -           | -           | 35    | 12    |
| 2012-2013             | Olympique lyonnais    | Division 1            | 20          | 3           | 7                     | 1                     | C1                             | 8                              | 5                              | 2           | 1           | 37    | 10    |
| 2013-2014             | Olympique lyonnais    | Division 1            | 21          | 4           | 6                     | 1                     | C1                             | 4                              | 3                              | -           | -           | 31    | 8     |
| 2014-2015             | Olympique lyonnais    | Division 1            | 16          | 2           | 3                     | 0                     | C1                             | 4                              | 2                              | -           | -           | 23    | 4     |
| 2015-2016             | Olympique lyonnais    | Division 1            | 19          | 7           | 4                     | 2                     | C1                             | 8                              | 3                              | -           | -           | 31    | 12    |
| Sous-total            | Sous-total            | Sous-total            | 173         | 64          | 39                    | 11                    | -                              | 66                             | 29                             | 2           | 1           | 280   | 105   |
| Total sur la carrière | Total sur la carrière | Total sur la carrière | 231         | 84          | 44                    | 16                    | -                              | 66                             | 29                             | 2           | 1           | 343   | 130   |

### Statistiques en sélection
Internationale française : 144 sélections et 39 buts. Nécib a fêté sa 100e sélection avec l'équipe de France contre l'Angleterre lors du Championnat d'Europe de football féminin 2013 le 18 juillet 2013 en Suède.
| Sélection | Année  | Amicaux | Amicaux | Qualification Euro | Qualification Euro | Euro   | Euro | Qualification CDM | Qualification CDM | Coupe du monde | Coupe du monde | Algarve Cup | Algarve Cup | Tournoi de Chypre | Tournoi de Chypre | Jeux olympiques | Jeux olympiques | Totaux | Totaux |
| Sélection | Année  | Matchs  | Buts    | Matchs             | Buts               | Matchs | Buts | Matchs            | Buts              | Matchs         | Buts           | Matchs      | Buts        | Matchs            | Buts              | Matchs          | Buts            | Matchs | Buts   |
| --------- | ------ | ------- | ------- | ------------------ | ------------------ | ------ | ---- | ----------------- | ----------------- | -------------- | -------------- | ----------- | ----------- | ----------------- | ----------------- | --------------- | --------------- | ------ | ------ |
| France    | 2005   | 2       | 0       | -                  | -                  | 1      | 0    | 2                 | 0                 | -              | -              | -           | -           | -                 | -                 | -               | -               | 5      | 0      |
| France    | 2006   | 2       | 0       | -                  | -                  | -      | -    | 1                 | 0                 | -              | -              | 4           | 0           | -                 | -                 | -               | -               | 7      | 0      |
| France    | 2007   | 1       | 0       | 4                  | 2                  | -      | -    | -                 | -                 | -              | -              | 2           | 0           | -                 | -                 | -               | -               | 7      | 2      |
| France    | 2008   | 3       | 0       | 3                  | 0                  | -      | -    | -                 | -                 | -              | -              | -           | -           | -                 | -                 | -               | -               | 6      | 0      |
| France    | 2009   | 5       | 1       | -                  | -                  | 4      | 1    | 3                 | 1                 | -              | -              | -           | -           | 3                 | 1                 | -               | -               | 15     | 4      |
| France    | 2010   | 3       | 2       | -                  | -                  | -      | -    | 8                 | 1                 | -              | -              | -           | -           | -                 | -                 | -               | -               | 11     | 3      |
| France    | 2011   | 5       | 3       | 4                  | 1                  | -      | -    | -                 | -                 | 6              | 0              | -           | -           | 4                 | 0                 | -               | -               | 19     | 4      |
| France    | 2012   | 7       | 1       | 4                  | 1                  | -      | -    | -                 | -                 | -              | -              | -           | -           | 4                 | 2                 | 6               | 0               | 21     | 4      |
| France    | 2013   | 8       | 5       | -                  | -                  | 4      | 2    | 4                 | 2                 | -              | -              | -           | -           | -                 | -                 | -               | -               | 16     | 9      |
| France    | 2014   | 6       | 3       | -                  | -                  | -      | -    | 6                 | 2                 | -              | -              | -           | -           | 4                 | 1                 | -               | -               | 16     | 6      |
| France    | 2015   | 5       | 0       | 2                  | 0                  | -      | -    | -                 | -                 | 4              | 1              | -           | -           | -                 | -                 | -               | -               | 11     | 1      |
| France    | 2016   | 7       | 1       | -                  | -                  | -      | -    | -                 | -                 | -              | -              | -           | -           | -                 | -                 | 3               | 2               | 10     | 3      |
| Totaux    | Totaux | 54      | 16      | 17                 | 4                  | 9      | 3    | 24                | 6                 | 10             | 1              | 6           | 0           | 15                | 4                 | 9               | 2               | 144    | 39     |

## Palmarès

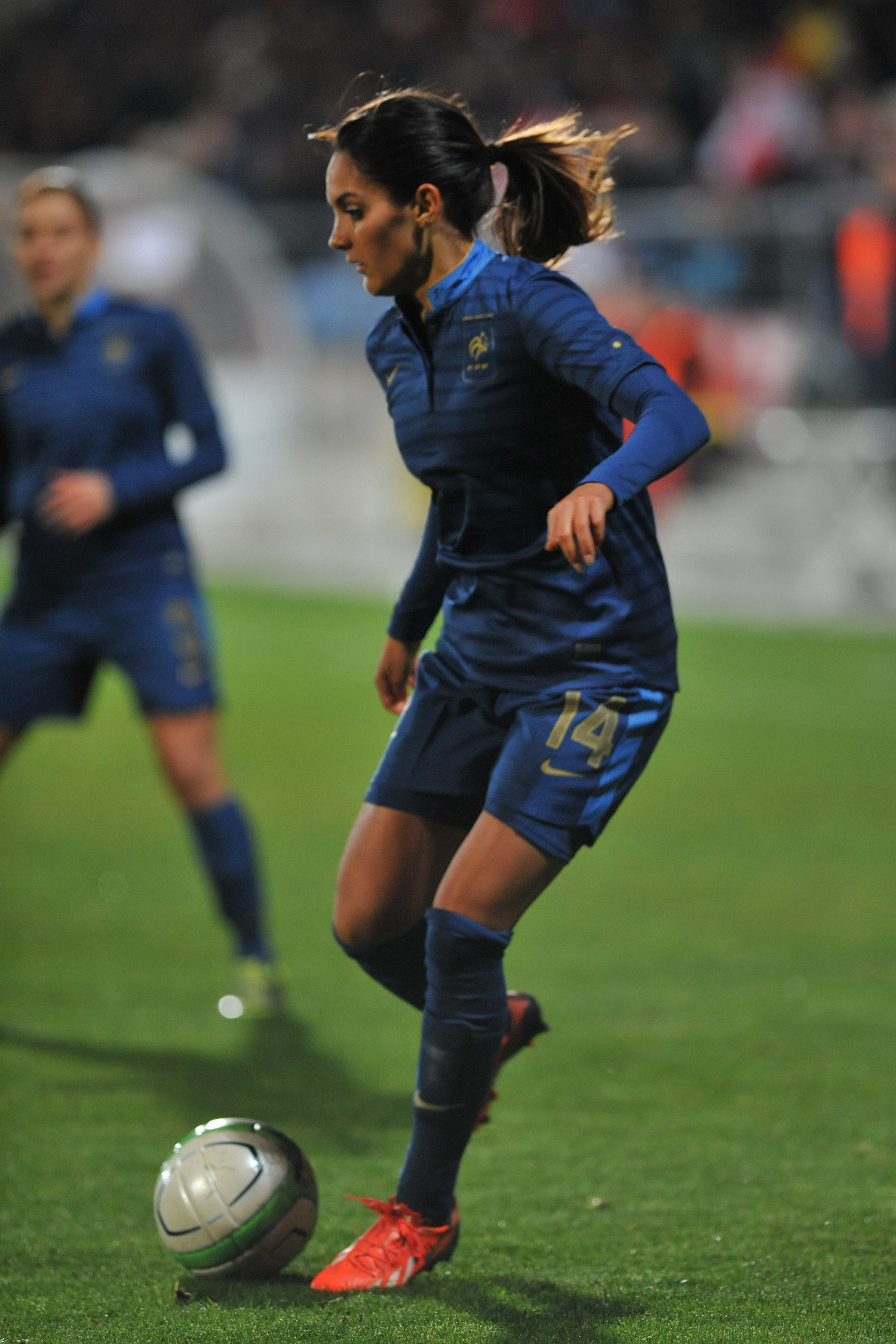
Louisa Necib en 2013

### En sélection
Équipe de France :
- Vainqueur du tournoi de Chypre en 2012 et 2014 (2)
- Finaliste de l'Algarve Cup 2015

### En club
Montpellier HSC :
- Vainqueur du Challenge de France en 2007 (1)

 Olympique lyonnais :
- Vainqueur du Championnat de France (D1) en 2008, 2009, 2010, 2011, 2012, 2013, 2014, 2015 et 2016 (9)
- Vainqueur de la Coupe de France en 2008, 2012, 2013, 2014, 2015 et 2016 (6)
- Vainqueur de la Ligue des champions en 2011, 2012 et 2016 (3)
- Vainqueur de la Mobcast Cup 2012 (1)
- Finaliste de la Ligue des champions en 2010 et 2013

### Distinctions personnelles
- Trophée UNFP de la meilleure joueuse de l'année du championnat de France 2008-2009
- Nommée dans l'équipe type de la Coupe du monde 2011
- Soulier de bronze UEFA lors de la Coupe d'Europe 2013[23]